# Cyathochaeta equitans
Cyathochaeta equitans är en halvgräsart som beskrevs av Karen Louise Wilson. Cyathochaeta equitans ingår i släktet Cyathochaeta, och familjen halvgräs. Inga underarter finns listade i Catalogue of Life.